# Black Bluff Range
Die Black Bluff Range ist ein Gebirge im Norden des australischen Bundesstaates Tasmanien. Die Gebirgskette verläuft in Südwest-Nordost-Richtung und befindet sich nördlich des Cradle-Mountain-Lake-St.-Clair-Nationalparks.

## Berge
Von Nordosten nach Südwesten gibt es folgende wichtige Berge in der Black Bluff Range:
- Black Bluff – 1.339 m
- Bare Mountain – 1.078 m
- Prospect Mountain – 1.034 m
- Rocky Mount – 1.035 m
- Mount Beecroft – 1.136 m

## Flüsse und Seen
Der Vale River entspringt an der Südspitze der Black Bluff Range, in der Nähe des Mount Beecroft. Der River Leven entsteht im Lake Lea an der Südostflanke des Gebirges, unterhalb des Prospect Mountain.